# Isostàsia
Isostàsia (del grec ίσος, 'igual', i στασις, 'estabilitat') és un terme utilitzat en geologia que fa referència a l'estat d'equilibri gravitacional entre la litosfera i l'astenosfera terrestres, en el sentit que les plaques tectòniques "suren" amb una elevació determinada en funció del seu gruix i de la seva densitat.

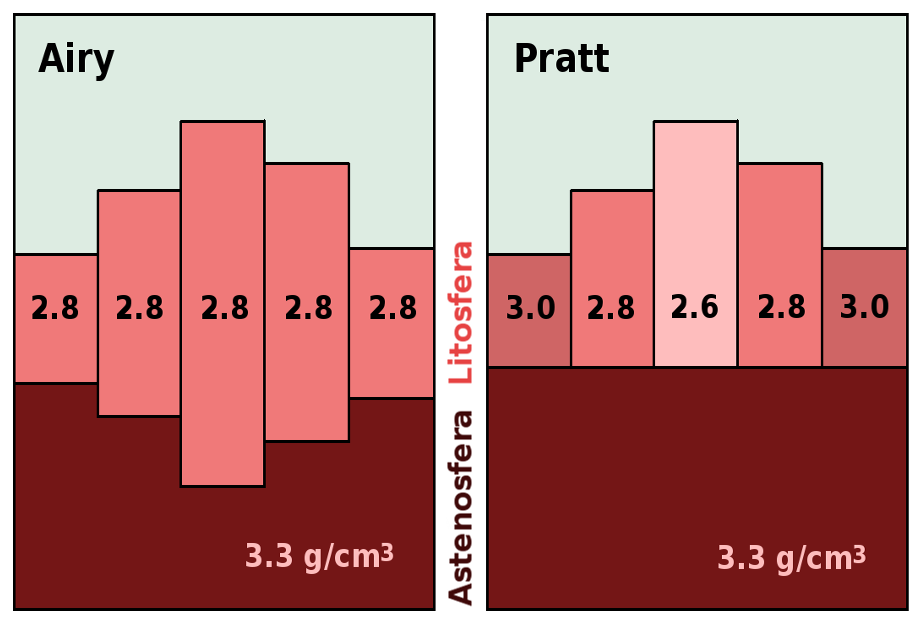
Hipòtesis d'Airy i de Pratt

S'anomena procés d'isostàsia a l'enfonsament de sediments en l'astenosfera, a causa del pes d'aquests i la plasticitat de la capa, que permet l'elevació graduada de relleus. El procés d'isostàsia depèn de si les plaques tectòniques suren sobre l'astenosfera en funció de la seva densitat i del seu gruix.
Aquestes teories sobre la compensació isostàtica i les plaques tectòniques van començar a sorgir al segle XX:
- La primera teoria, d'Airy, intenta explicar que tots els continents són blocs de materials, de densitat similar, que suren sobre una capa terrestre més densa anomenada astenosfera. L'enfonsament de cada bloc serà proporcional al seu volum de manera que els blocs més voluminosos s'enfonsaran més profundament.

Airy suposava que, tal com indica el principi d'Arquimedes, les zones terrestres més elevades eren aquelles que estaven més enfonsades, ja que, a causa del seu gran pes, la capa sobre la qual suren s'hi oposava i les elevava.
- La segona teoria era la de Pratt, que indica que els continents són blocs, de diferent densitat, recolzats sobre una superfície a la mateixa alçada, que suren sobre una capa terrestre de característiques plàstiques com l'astenosfera. En conseqüència, els continents més elevats són els menys densos.

Aquestes dues teories pretenen fer referència a la compensació isostàtica que es dona en el cas del centre de la Terra amb l'escorça.
Més endavant, Joseph Barrell, l'any 1914, va determinar que a sota de l'escorça terrestre existia una capa anomenada astenosfera, la qual (a causa de les seves característiques plàstiques) permetia l'elevació de terreny a mesura que s'enfonsaven els sediments, tornant a explicar les teories de compensació isostàtica. Actualment, per exemple, la península Escandinava s'ha aixecat diverses desenes de metres, i ho continua fent a mesura que es desfà el casquet polar. Aquest procés demostra que existeix un equilibri isostàtic, ja que a mesura que una part de la superfície terrestre s'enfonsa permet que una altra s'elevi.